# Chausath-Yogini-Tempel (Hirapur)

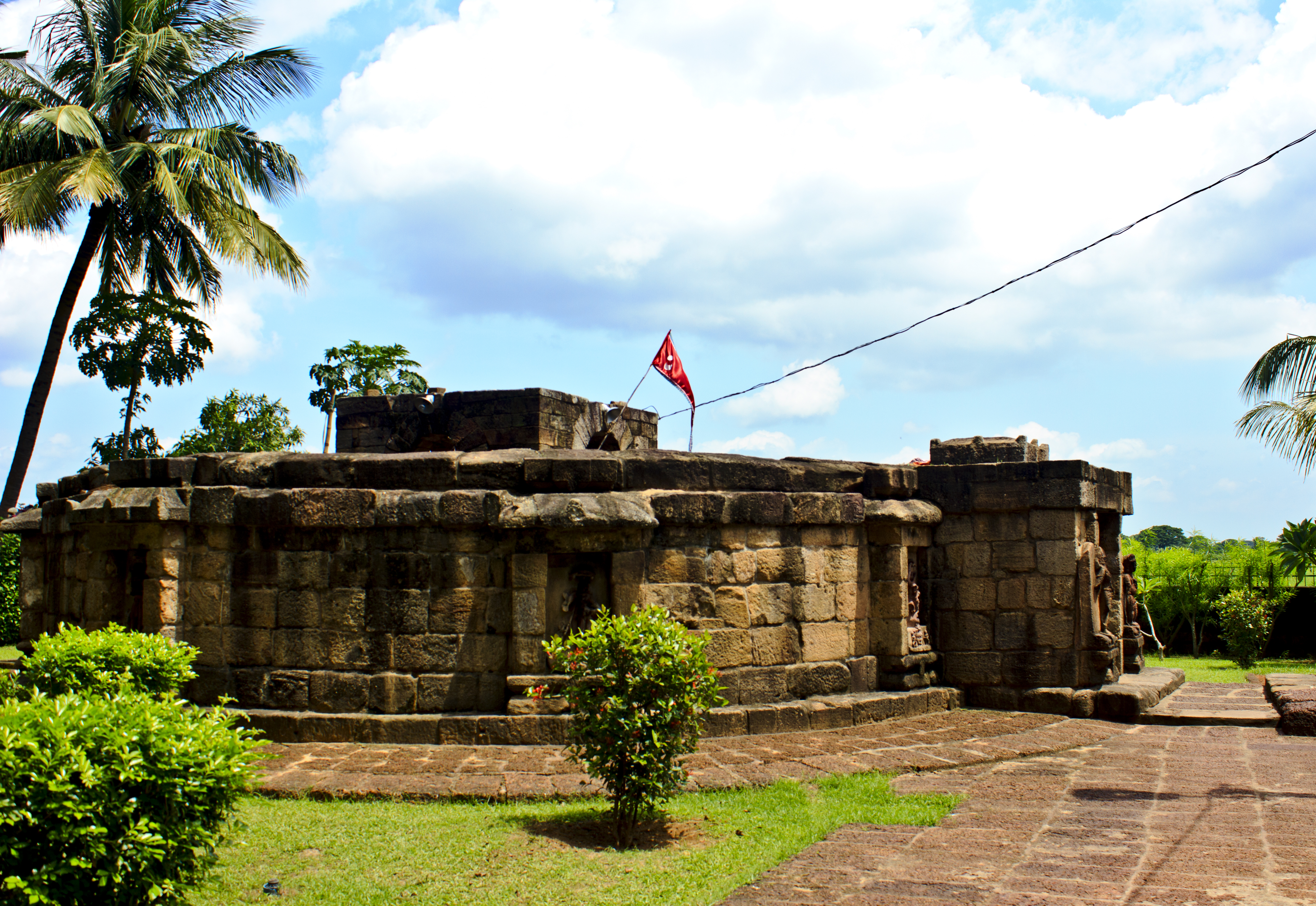
Chausath-Yogini-Tempel von Hirapur bei Bhubaneswar (Odisha)

Der Chausath-Yogini-Tempel von Hirapur (volkstümlich oft Mahamaya-Tempel genannt) bei Bhubaneswar im Bundesstaat Odisha gehört zu den seltenen erhaltenen Zeugnissen eines dörflich-matriarchalen und ursprünglich eher außerbrahmanischen Götterkultes im Norden Indiens.

## Lage
Das etwa 700 Einwohner zählende Dorf Hirapur befindet sich – nur etwa 6 km vom Tempelbezirk Bhubaneswars entfernt – auf dem Ostufer des Kuakhai River, eines Mündungsarms des Mahanadi River. Der Tempel befindet sich nahe beim Dorf auf einer kleinen Anhöhe. Busse von Bhubaneswar in Richtung Puri fahren nahe am Tempel vorbei.

## Geschichte
Über die Entstehungszeit oder den bzw. die Auftraggeber des Chausath Yogini-Tempels von Hirapur ist nichts bekannt. Einige Figuren werden stilistisch manchmal mit denen des Mukteswar-Tempels von Bhubaneswar aus dem 10. Jahrhundert verglichen, doch hat in weiten Teilen Indiens zwischen dem 10. und 14./15. Jahrhundert keine wesentliche stilistische Entwicklung mehr stattgefunden und in dieser Zeit erlebten tantrische Rituale einen (erneuten?) Höhepunkt. Der Tempel wurde erst im Jahr 1953 von der wissenschaftlichen Forschung ‚wiederentdeckt‘; er dient der lokalen und regionalen Bevölkerung immer noch als Kultstätte.

## Tempel

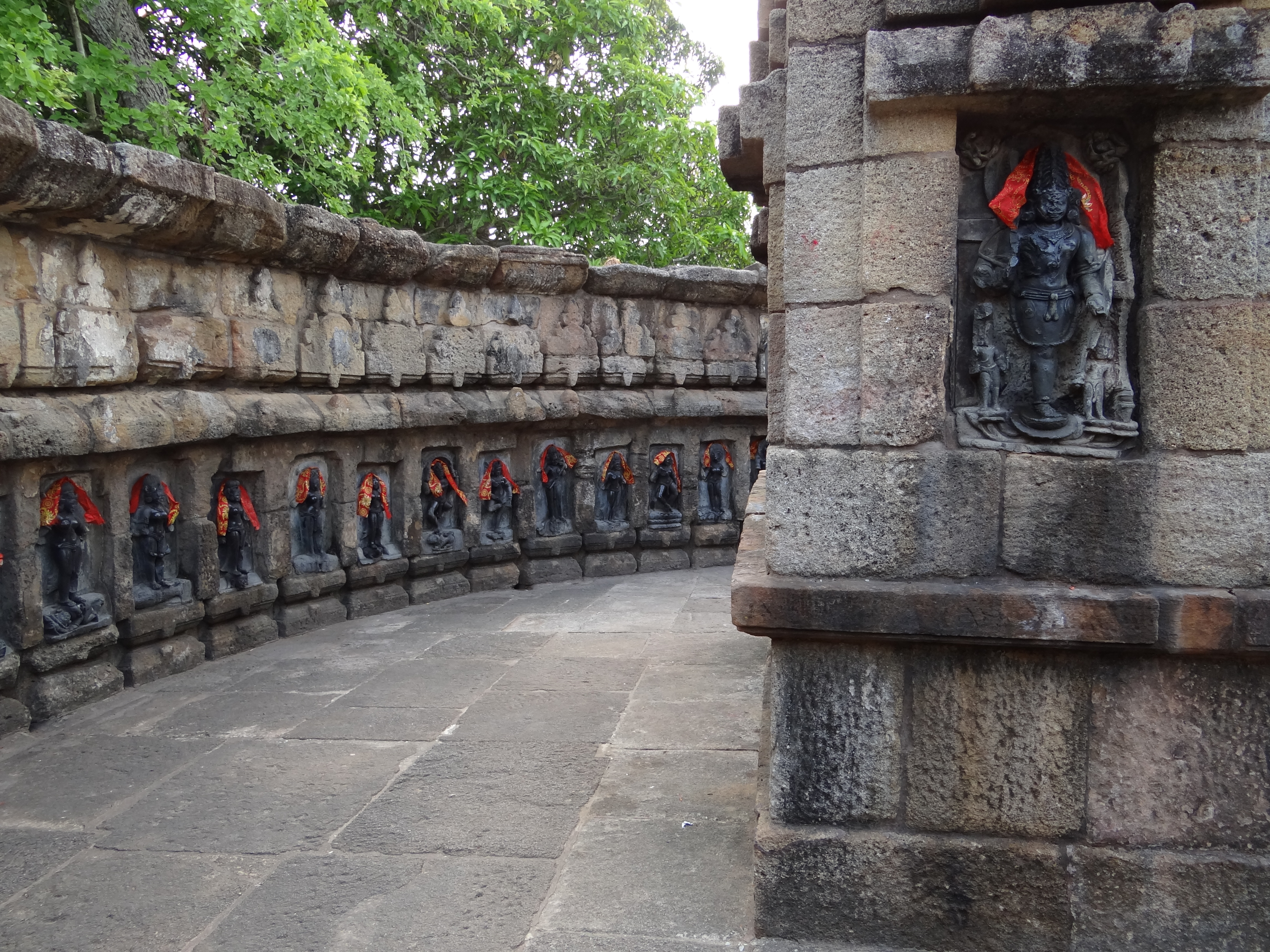
Yoginis im Chausath-Yogini-Tempel von Hirapur (Orissa)

Beim Yogini-Tempel von Hirapur handelt es sich um einen von einer Granitsteinmauer eingefassten und nach oben offenen runden Atriumtempel von nur etwa 10 m Durchmesser mit nur einem – aus der Mauerflucht hervortretenden – Zugang, der von zwei stehenden männlichen Wächterfiguren gesichert wird; in neun Außenwandnischen befinden sich weibliche Götterfiguren. An den mit hochrechteckigen Nischen versehenen Innenwänden sind die aus dunklerem und hartem Basaltgestein geschaffenen mehr oder weniger gut erhaltenen Statuen von 60 weiblichen Gottheiten (Yoginis) aufgestellt, die sich in ihrer Körperhaltung und den beigefügten Attributen voneinander unterscheiden. Alle Figuren lassen sich namentlich nicht (mehr) eindeutig identifizieren; die meisten sind zweiarmig, einige wenige mehrarmig. In der Hofmitte befindet sich ein dem Hindu-Gott Shiva geweihter Schrein, der wahrscheinlich aus der Entstehungszeit des Tempels stammt, denn hier befinden sich vier weitere Yogini-Statuen, die von vier Bhairava-Bildnissen mit erigiertem Penis begleitet werden. Viele der etwa 60 bis 70 cm hohen Figuren zeugen – trotz mannigfachen Zerstörungen – von der handwerklichen und künstlerischen Meisterschaft der Bildhauer der damaligen Zeit.

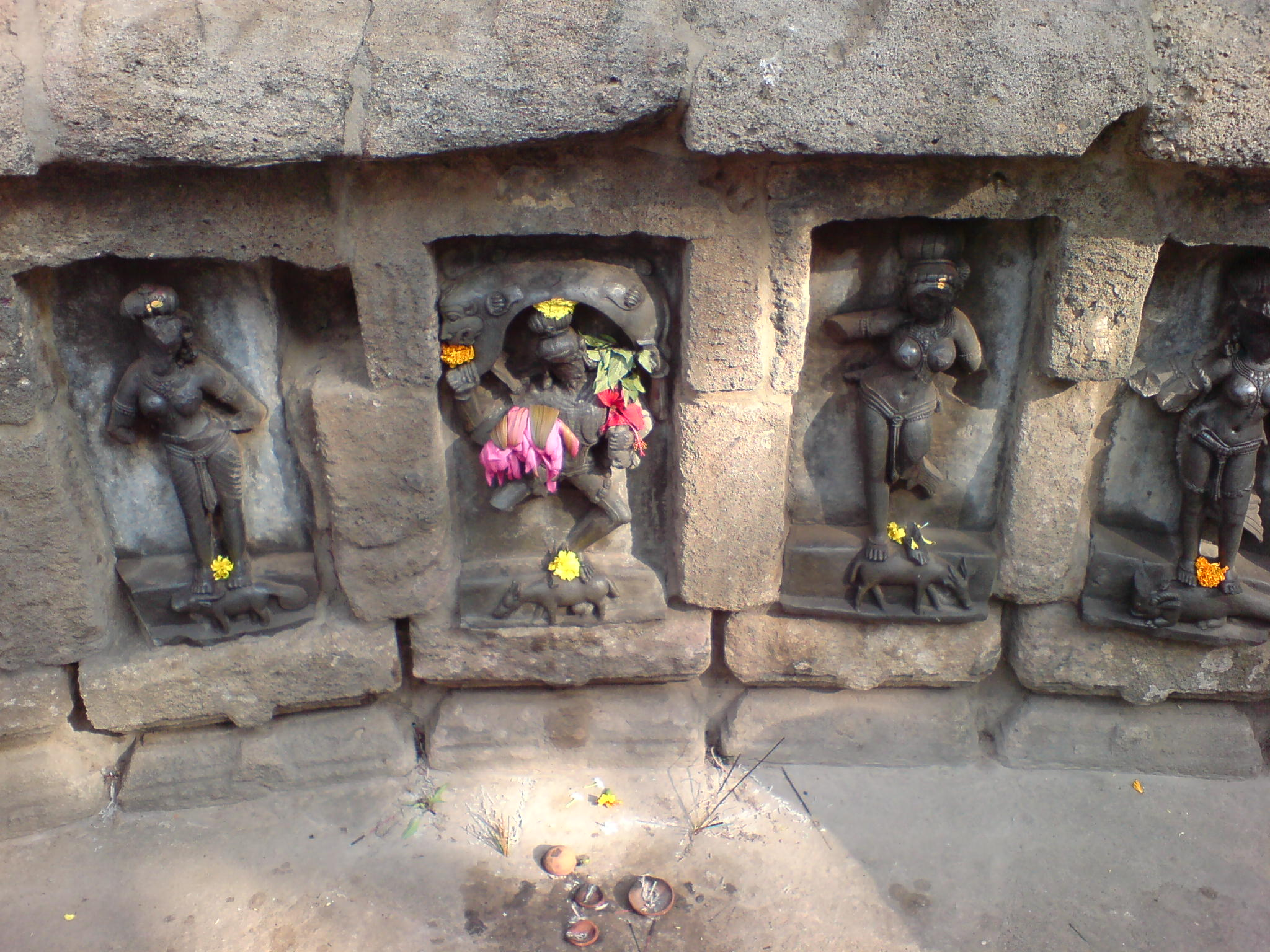
4 Yoginis auf Tieren
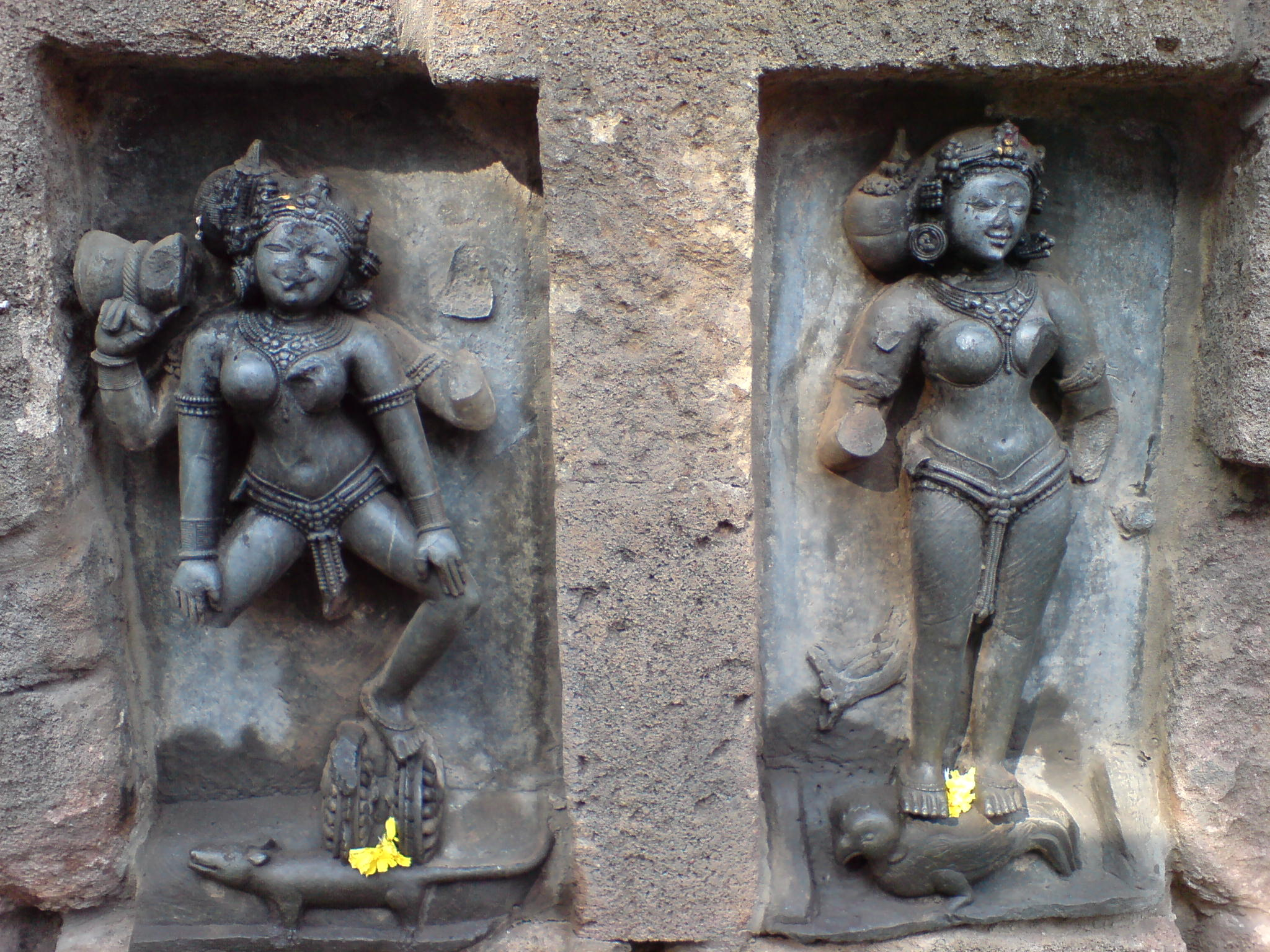
Yoginis auf Ratte oder Mungo bzw. auf Vogel
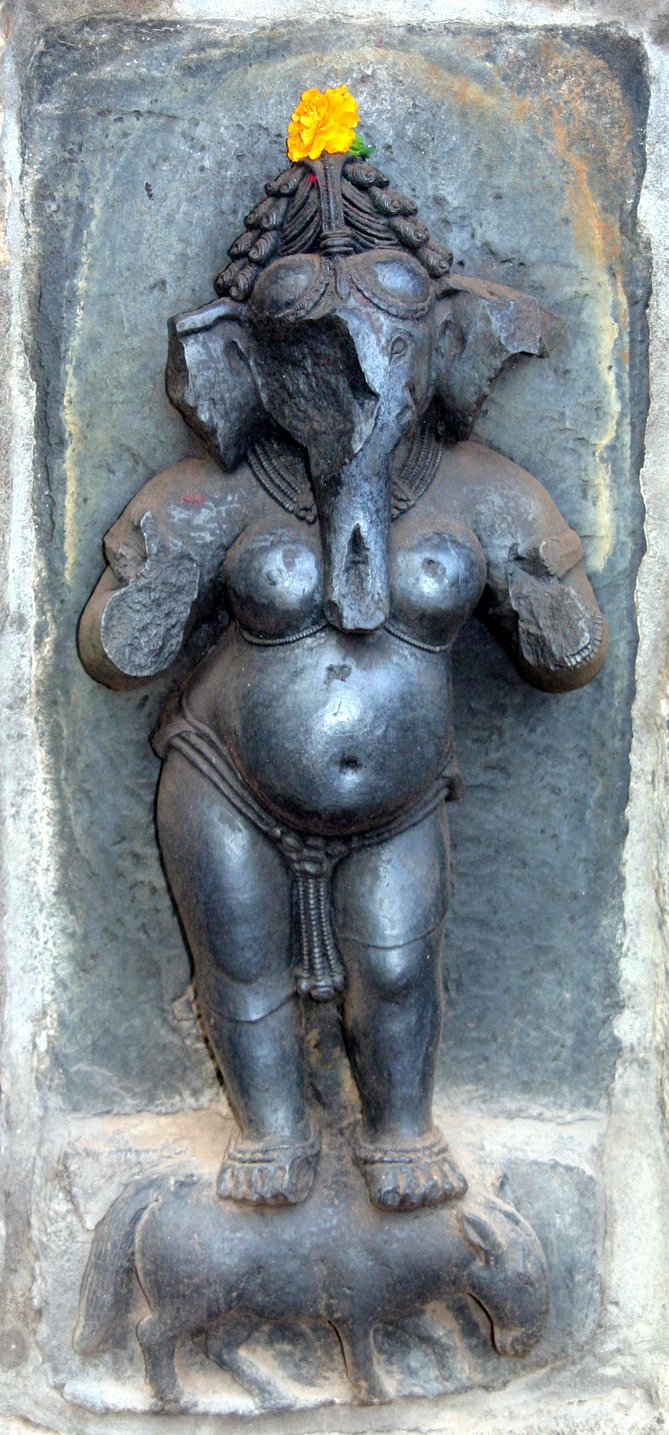
Ganeshani oder Vinayaki
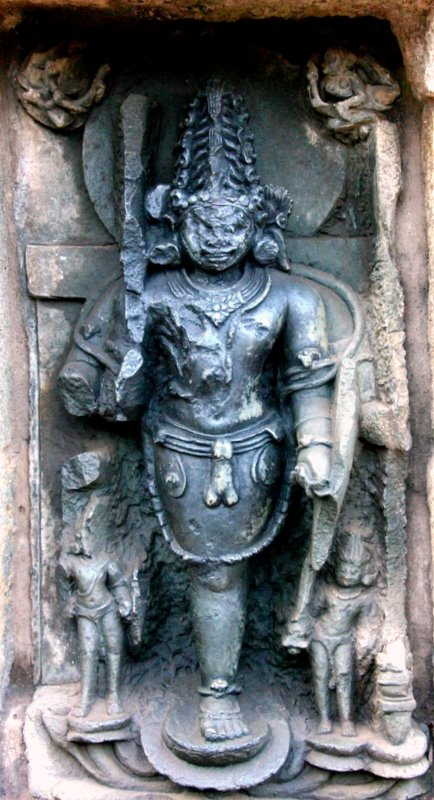
Einbeinige Ekapada mit erigiertem Penis
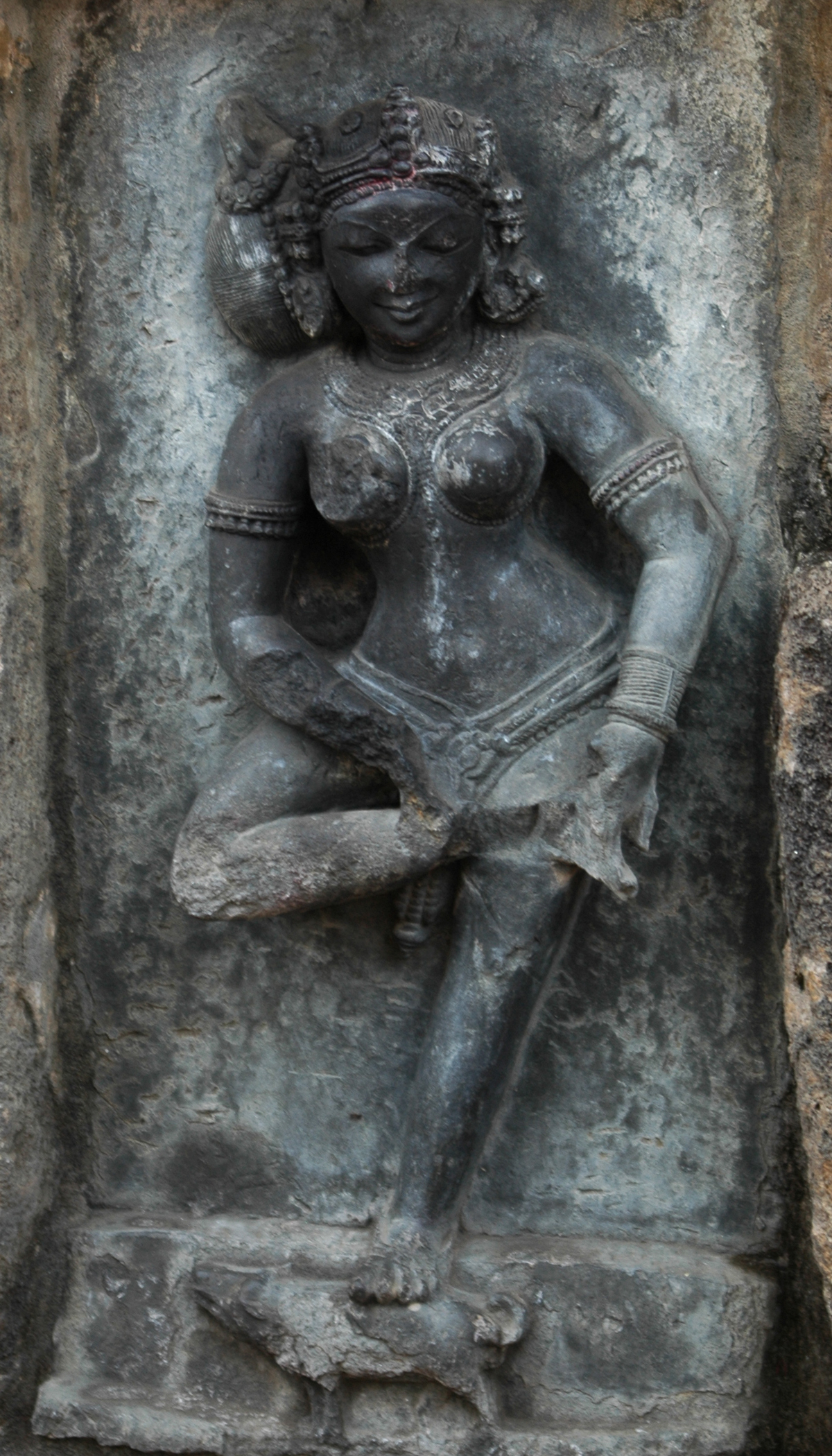
Dornauszieherin
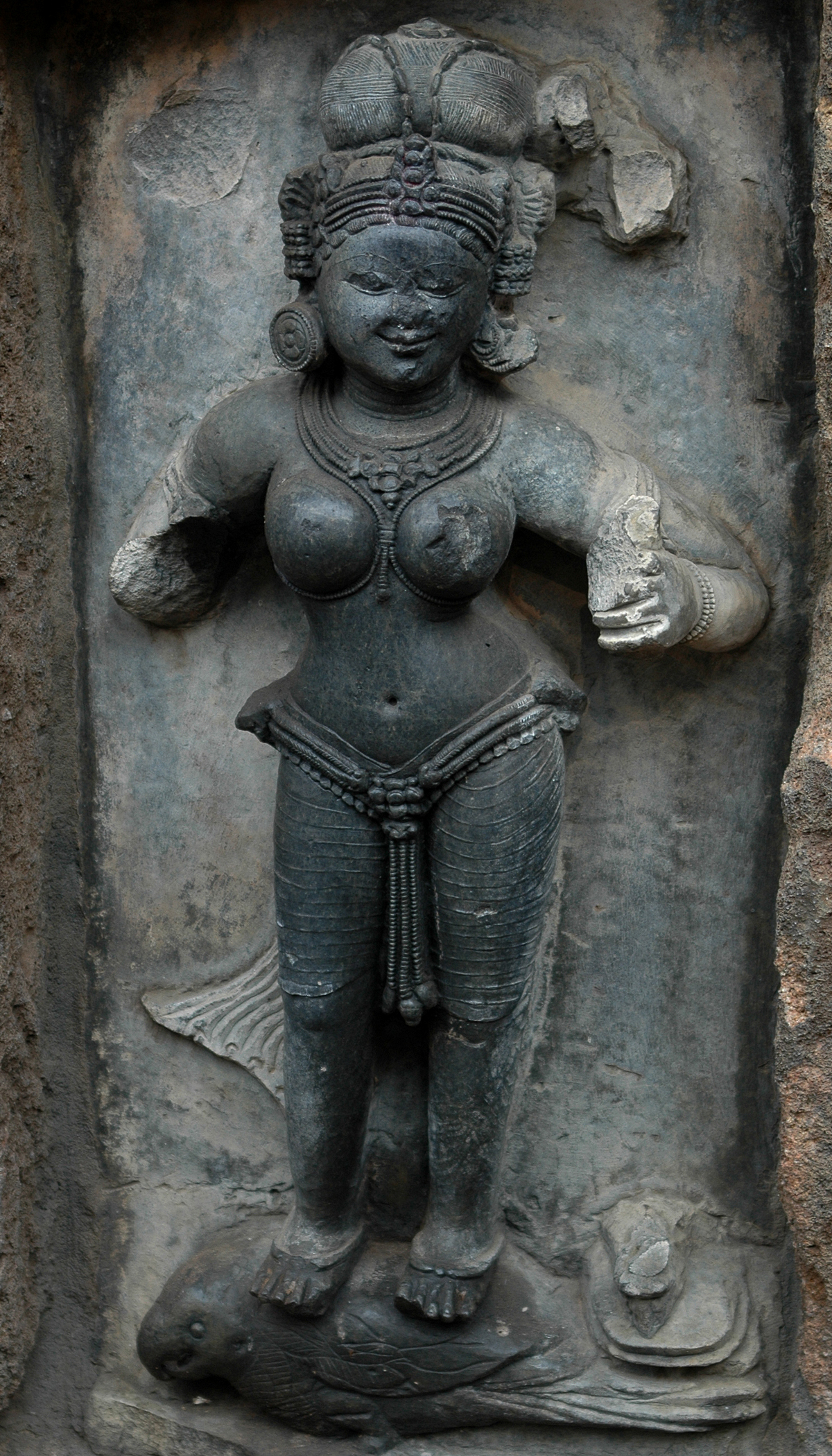
Yogini auf Papagei